# Demon (Band)
Demon ist eine Heavy-Metal-Band aus England.

## Bandgeschichte

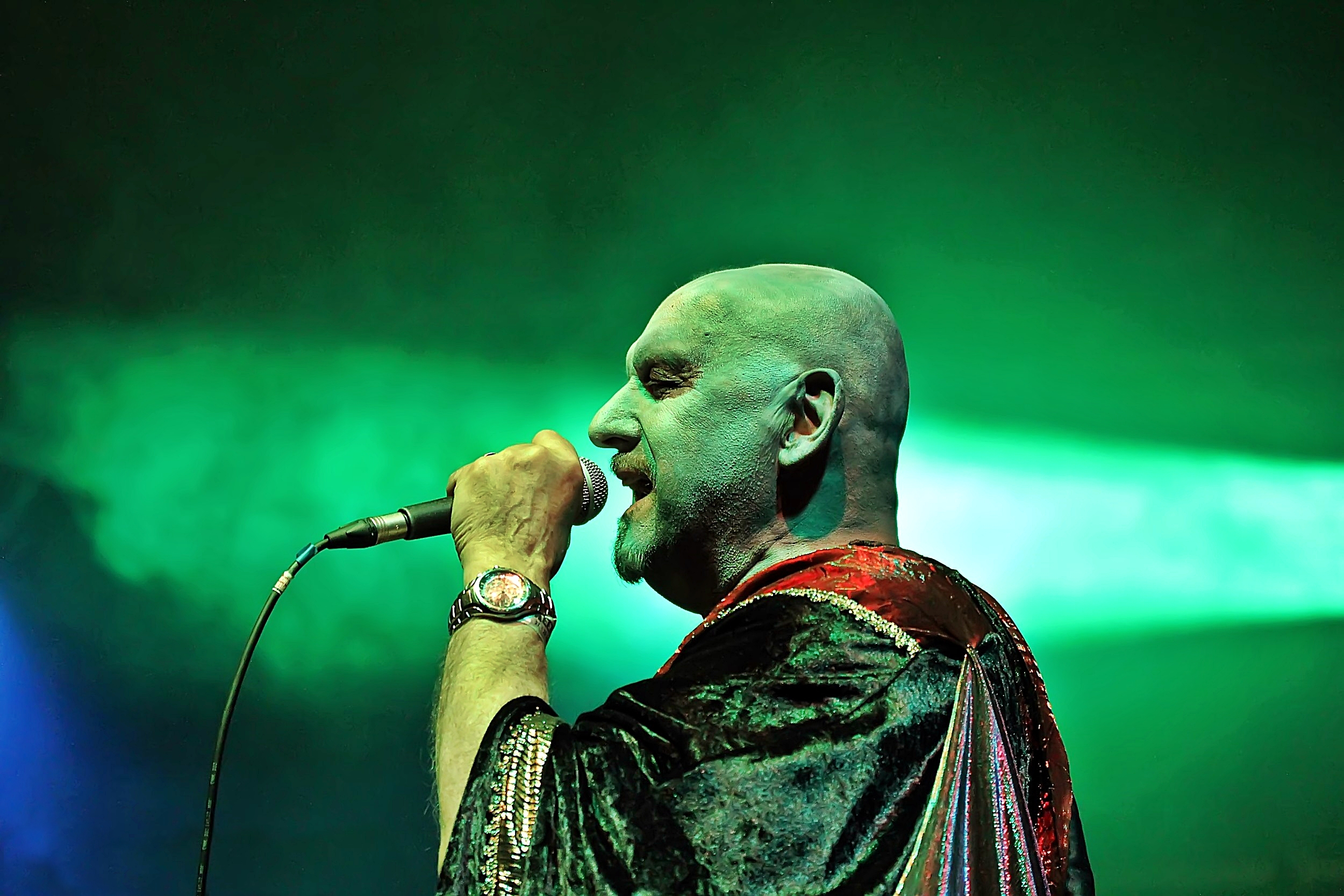
Dave Hill bei einem Konzert in Lauda-Königshofen (2018)

Die Band wurde 1979 auf dem Höhepunkt der New Wave of British Heavy Metal von Dave Hill und Malcolm Spooner gegründet. Das Line-up wurde von Les Hunt (Gitarre), Paul Riley (Bass) und John Wright (Schlagzeug) vervollständigt. Die Band schloss einen Plattenvertrag mit Carrere Records ab und veröffentlichte 1981 ihr Debütalbum Night of the Demon. Das Folgealbum The Unexpected Guest wurde das meistverkaufte Album der Band. Dennoch änderte die Band ihren Stil mit den folgenden beiden Alben The Plague und British Standard Approved, indem sie sich progressiven Einflüssen aus den 70ern öffnete. 1984 starb Gitarrist Mal Spooner.
Von 1987 bis 1991 hatte die Band eine zweite erfolgreiche Phase, in der sie auch mehrmals in Deutschland auftrat und eine Live-Doppel-LP ihrer Auftritte veröffentlichte. Nach vier Jahren der Zurückgezogenheit feierte Demon 1997 beim Festival Bang Your Head ihr Comeback auf der Bühne. 1999 gab es zwei neue Songs auf einem Tributealbum zu hören, ehe 2001 mit Spaced-Out Monkey ein neues Studioalbum vorgelegt wurde. Seitdem hat die Band vier weitere Alben produziert: Better the Devil You Know (2005), Unbroken (2012), Cemetery Junction (2016) und ihre neueste Veröffentlichung Invincible, die am 17. Mai 2024 herausgebracht wurde.
Alle Veröffentlichungen der Band nach der Reunion erhielten positive Kritiken von der Presse, was dazu führte, dass die Band weiterhin auf vielen Festivals in ganz Europa spielte, darunter auch beim Sweden Rock (zuletzt 2019) und beim Rock Hard Festival (zuletzt 2024), aber nur selten mit kompletten Tourneen. Die Band tourte 2005 mit Magnum-Sänger Bob Catley und feierte 2018 das 35-jährige Jubiläum von The Unexpected Guest mit einer Tournee durch Großbritannien, bei der sie alle Songs des Albums sowie einige andere Klassiker spielte.

## Diskografie

### Alben
- 1981: Night of the Demon
- 1982: The Unexpected Guest
- 1983: The Plague
- 1984: British Standard Approved
- 1985: Heart of Our Time
- 1987: Breakout
- 1989: Taking the World by Storm
- 1991: Hold on to the Dream
- 1992: Blowout
- 2001: Spaced Out Monkey
- 2005: Better the Devil You Know
- 2012: Unbroken
- 2016: Cemetery Junction
- 2024: Invincible

### Singles
- 1980: Liar
- 1981: Riding the Wind
- 1982: Have We Been Here Before
- 1982: One Helluva Night
- 1983: The Plague
- 1988: Tonight the Hero Is Back
- 2001: Spaced Out Monkey

### Weitere Veröffentlichungen
- 1984: Wonderland (EP)
- 1986: Demon (EP)
- 1989: One Helluva Night (Live)
- 1991: Anthology (Best-Of)
- 1999: Day of the Demon (Tributealbum)
- 1999: The Best of Demon Volume One (Best-Of)
- 2006: Time Has Come – The Best of Demon (Best-Of)